# Дядько Сем

Найвідоміший постер Джеймса Флеґґа «Ти потрібен Дядькові Сему», що використовувався для рекрутингу військових під час ПСВ та ДСВ. Заснований на британському постері.

Дядько Сем (англ. Uncle Sam) — персоніфікований образ Сполучених Штатів Америки. Дядька Сема часто зображають високою літньою людиною з тонкими рішучими рисами обличчя, зі старомодною борідкою, в циліндрі кольорів прапора США, в синьому фраку і смугастих панталонах. Цей стиль був спочатку спопуляризований художником Томасом Настом (англ. Thomas Nast). 13 березня 1852 року нью-йоркська газета NY Lantern weekly опублікувала, напевно, перше зображення Дядька Сема. Останнім часом стали з'являтися «модернізованіші» зображення Дядька, в сучаснішому одязі та з сучасною стрижкою. Знаменитий циліндр завжди залишається неодмінним атрибутом.
Зазвичай персонаж «Дядько Сем» є карикатурним, сатиричним. Але цей образ використовували і для патріотичної пропаганди. Він отримав особливу популярність під час Першої світової війни: Дядько Сем був зображений на листівці, що запрошувала волонтерів вступати до американської армії. Цей вираз став синонімом — символом федерального уряду США.

## Походження назви
Дядько Сем виник як уособлення США в час англо-американської війни 1812 року. Точну історію виникнення цього образу, ймовірно, не вдасться дізнатися ніколи. Але американський фольклор стверджує, що прообразом Дядька Сема був м'ясник Семюел Вілсон (англ. Samuel Wilson), що поставляв провізію на нью-йоркську військову базу Трой (англ. Troy). Вілсон маркував бочки з м'ясом літерами U.S., маючи на увазі Сполучені Штати (англ. United States), а солдати жартома говорили, що м'ясо прибуло від Дядька Сема (англ. Uncle Sam).
За іншою версією вважається, що 7 вересня 1813 року охоронець-ірландець на запитання, що означають літери U.S. на бочках, розтлумачив їх за ім'ям виробника — дядько Сем (англ. Uncle Sam). Саме цю версію закріпила резолюція Конгресу США від 15 вересня 1961 року, в якій офіційно проголошено вважати Семюела Вілсона прабатьком національного символу Америки — виразу «Дядько Сем».

## Аналоги плакату «Дядько Сем» в інших державах
У багатьох державах у військові часи були створені схожі за змістом плакати. Так, у СРСР відомий карикатурист Дмитрій Моор 1920 року створив плакат «А чи ти записався добровольцем?», дуже схожий на свого американського відповідника.
На теренах України також був створений схожий плакат.

## Галерея

Плакат Дж. М. Флегга, що запрошує волонтерів до американської армії (1917)
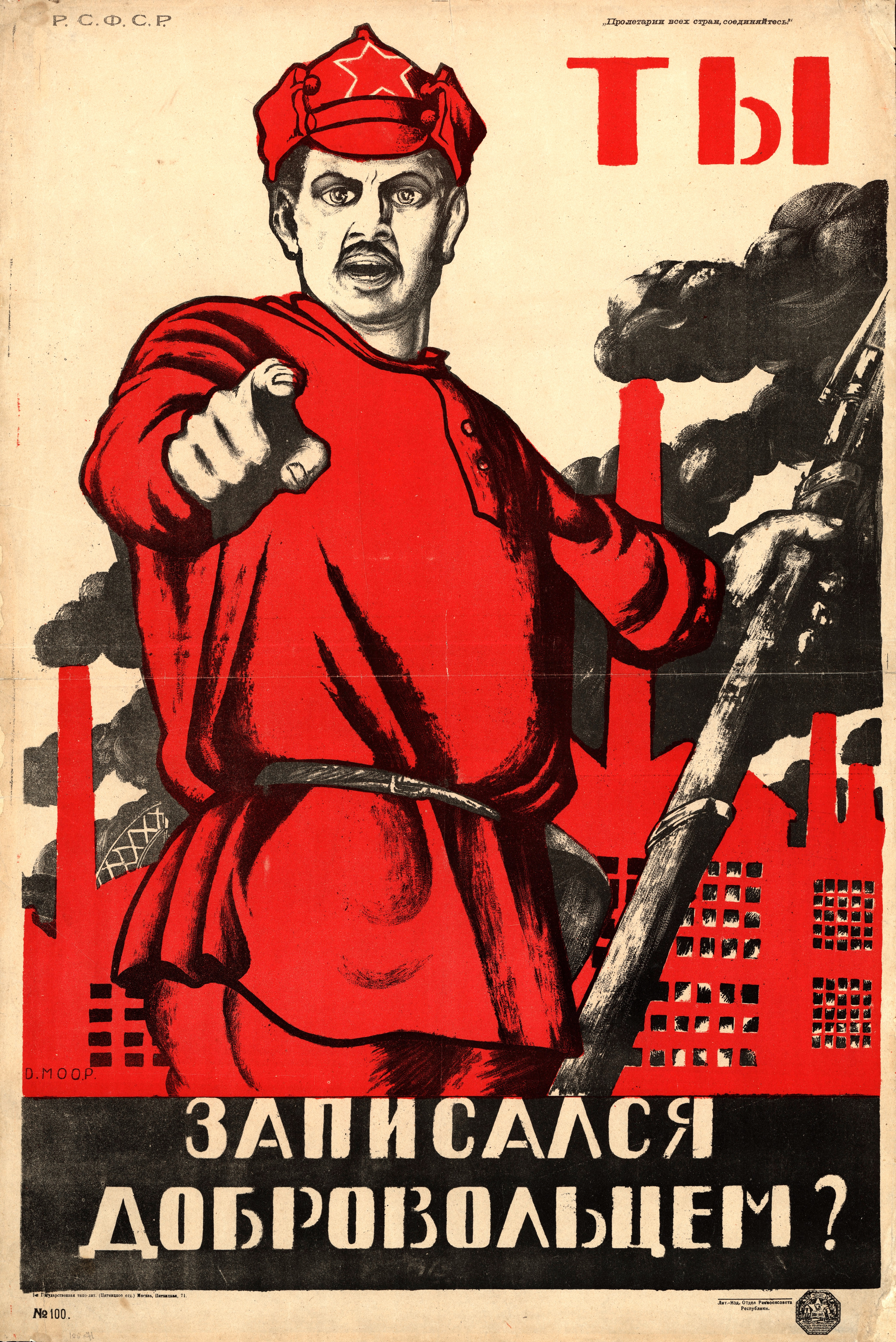
Д. Моор. Плакат «Ти записався добровольцем?» 1920, папір, літографія
Плакат, що запрошує волонтерів до козацької армії
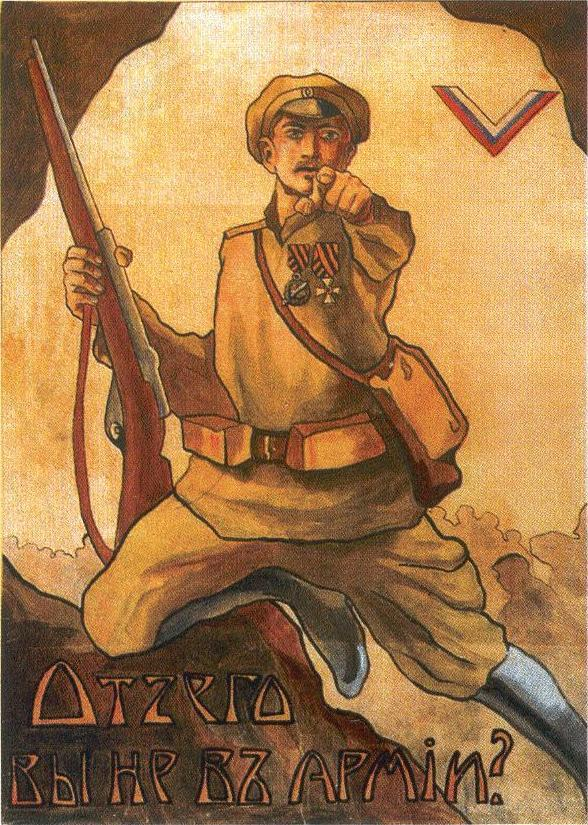
Плакат Білої Армії Денікіна. «Чому Ви не в армії?», 1919.
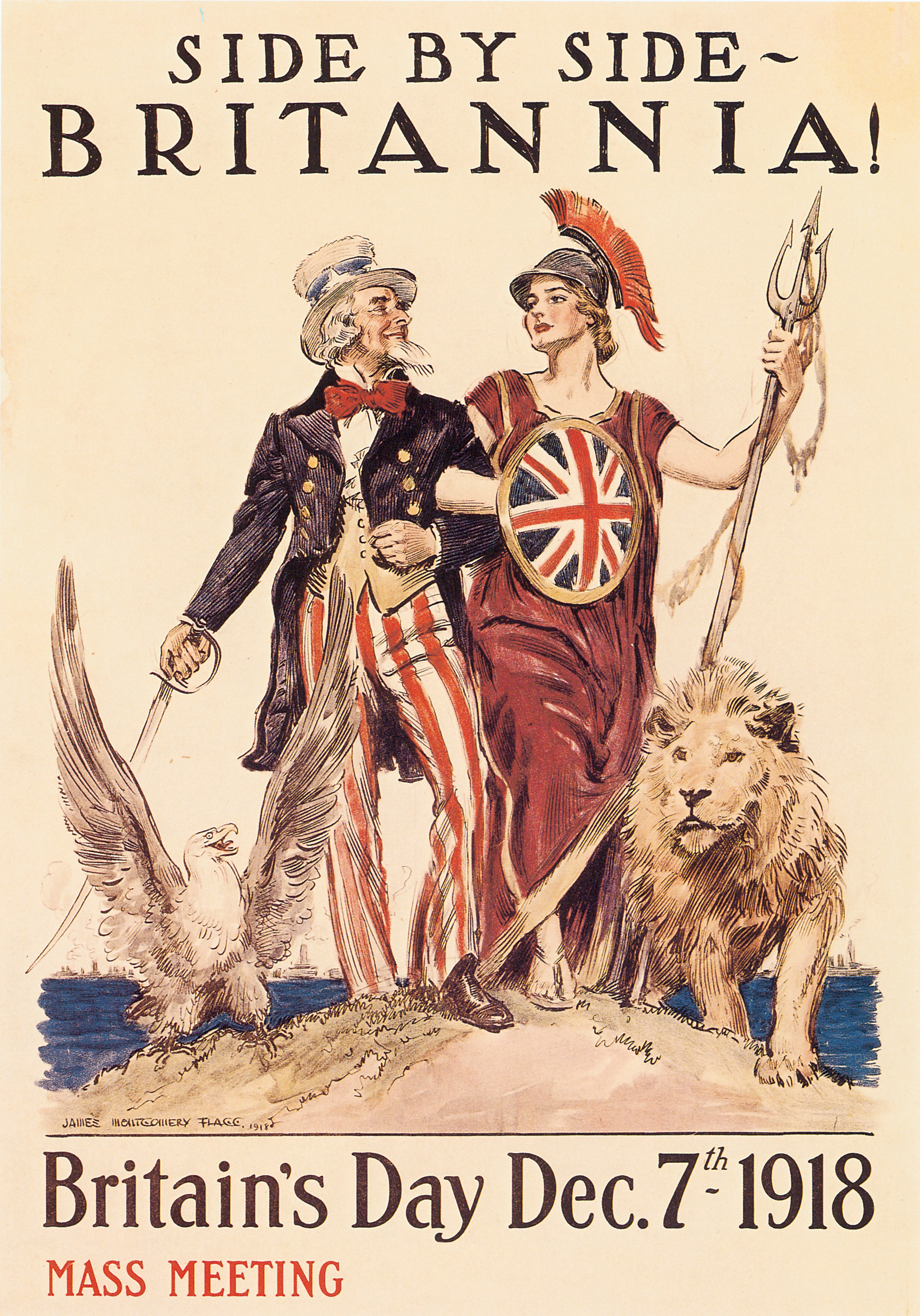
Плакат часів Першої світової війни
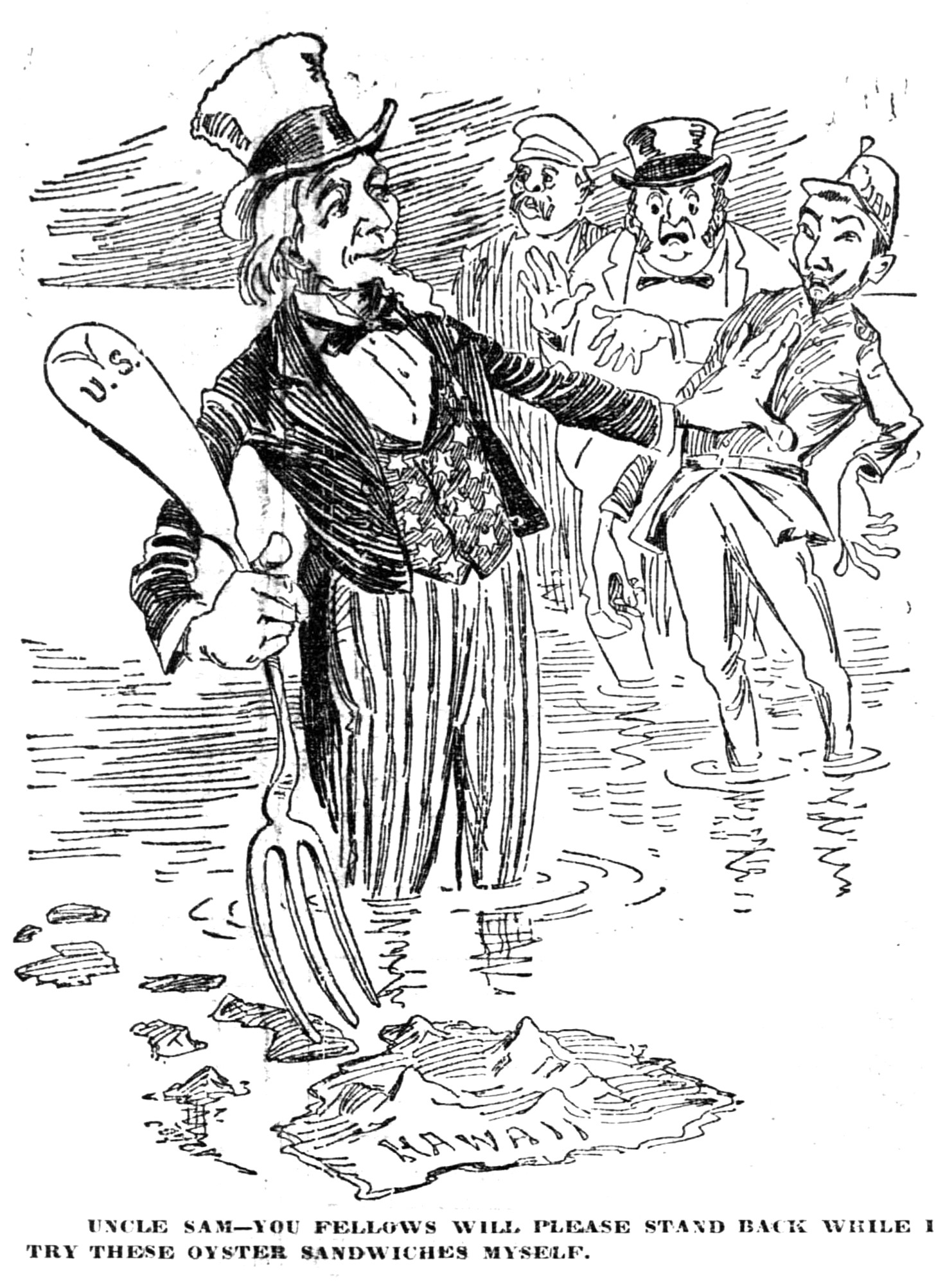
Карикатура 1897 про анексію Гаваїв[en]
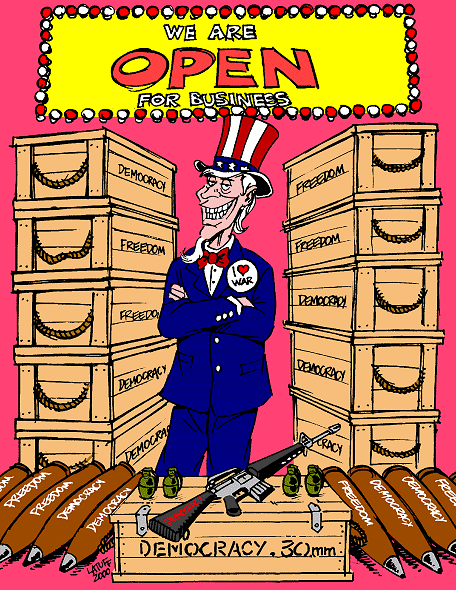
Сучасна карикатура